# 休斯頓·史崔特
休斯頓·洛威爾·史崔特（Huston Lowell Street，1983年8月2日—） (发音为/ˈhjustən/)出生於德克薩斯州的奧斯汀，現為洛杉磯安那罕天使的終結者。他的爸爸詹姆斯·史崔特（James Street）是德克薩斯州大學奧斯汀分校 美式足球的四分衛。

## 學校生活
史崔特在1997年－2001年是就讀德克薩斯州的奧斯汀西湖高校（Westlake High School），當時他是美式足球和棒球的兩棲運動選手。2001年－2004年史崔特就讀德克薩斯州大學奧斯汀分校，他擔任學校棒球校隊的投手，他被認為是大學裡面一位最佳的終結者，當時他贏得德克薩斯州每一季的全美國（All-America）優等獎，並在2002年幫助球隊贏得大學世界大賽的冠軍。

## 職業生涯

### 奧克蘭運動家
史崔特是2004年大聯盟選秀會中第1輪第40名被奧克蘭運動家選中的選手。他在小聯盟待了幾個月的時間，而這段期間他沒有花許多的時間，便快速從新人聯盟亞利桑那聯盟（Arizona League，AZL）一直往小聯盟升上最高等級3A。史崔特第一次升上大聯盟是在2005年的球季，當時球隊的終結者Octavio Dotel在5月因傷接受尺骨附屬韌帶重建術，而他取代其成為球隊的終結者，這一年27場的救援機會中，他拿下23次的救援成功，並且防禦率只有1.72，僅次於紐約洋基終結者馬里安諾·李維拉的1.38。這一年的好表現讓他獲得美國職棒大聯盟年度最佳新人獎，他是第三位最快獲得使體育獎項的選手（前兩位為2003年獲獎的Ángel Berroa和2004年獲獎的Bobby Crosby）。2006年史崔特在70.2局的投球局數中繳出4勝4敗、67次三振、3.31防禦率和37次救援成功的成績。2007年史崔特在50局的投球局數中繳出5勝2敗、62次三振、2.88防禦率和16次救援成功的成績。2008年，史崔特在7月和8月因表現不佳，丟掉他終結者的位置。

### 科羅拉多落磯
2008年11月12日，運動家以史崔特、外野手Carlos González和投手Greg Smith向科羅拉多落磯交易麥特·哈勒戴 。2009年球季的春訓中，他的好表現讓他成為落磯的終結者，但球季開始時史崔特的表現並不理想，而在4月17日失去終結者的位置，之後由於取代他當球隊終結者Manny Corpas表現不佳，史崔特在5月1日再度成為球隊的終結者。在這之後史崔特的表現越來越佳，到球季結束為止，他在59.2局的投球局數中繳出69次三振和2.73防禦率，36次的救援機會中獲得34次的救援成功。在2009年國家聯盟分區賽 史崔特表現不理想，3次救援機會中只拿下1次救援成功，並且吞下2次敗投，也讓球隊被費城費城人給淘汰。

### 聖地牙哥教士
洛磯與教士這2支同樣來自國聯西區的球隊今天(8日)達成一樁球員交易案，洛磯送出Huston Street，教士則以一名日後指名球員與一筆現金作為交換。

### 洛杉機天使
2014年7月19日 聖地牙哥教士和洛杉機天使達成一樁球員交易案,聖地牙哥教士送出 右投 Huston Street和右投 Trevor Gott 洛杉機天使送出 右投 R.J. Alvarez, 游擊手 Jose Rondon  右投 Elliot Morris.
2015年，史崔特他繳出了生涯次高的40次救援成功，然而接下來的球季便因傷勢影響成績，2017年甚至只投了4局。天使後面決定不予其續約，讓史崔特成為自由球員。
2018年沒有任何球隊與其簽約，史崔特逐在03月29日於社群網站上宣布退休。

## 球探報告
不同於許多球隊的終結者，史崔特巧妙的運用他的投球解決打者，他的快速球大約只有90－93 mph，最高可達95 mph，雖不甚快但是頗有尾勁。史崔特另一個投球武器滑球大約是84－86 mph，是他另一個常使用來解決打者的球種，而在面對左打者時史崔特常會使用他81－83 mph的變速球加入配球。而壘上無人投球時，史崔特會將左大腿向左滑步，讓身子以側身方式面對打者再進行出手，這也利於他進行藏球。

## 外部連結
- 球員資訊和成績在MLB，ESPN，Baseball-Reference，Fangraphs，The Baseball Cube，Baseball-Reference (Minors)（英文）

| 前任： Bobby Crosby | 美國職棒大聯盟年度最佳新人獎 2005年 | 繼任： 賈斯丁·韋蘭德 |